# Endre Lekve
Endre Lekve, född 1833 i Ulvik, död 10 februari 1882 i Helsingfors, var en norsk ingenjör. Han var bror till Thorbjørn Lekve.
Lekve, som var son till en fattig bonde, genomgick underofficersskolan i Bergen och väckte där uppmärksamhet genom sin begåvning. Med privat understöd studerade han 1856–1859 vid Polytechnikum i Hannover, varifrån han tog en utmärkt avgångsexamen. Redan dessförinnan hade han anställts som professor i byggnadsfacket vid Tekniska högskolan i Helsingfors, där han vann stort anseende som praktisk ingenjör och lärare i ingenjörsvetenskap.